# Куп Радивоја Кораћа 2016.
Куп Радивоја Кораћа је 2016. године одржан по десети пут као национални кошаркашки куп Србије, а четрнаести пут под овим именом. Домаћин завршног турнира био је Ниш у периоду од 18. до 21. фебруара 2016, а сви мечеви су одиграни у Спортском центру Чаир.

## Учесници
На завршном турниру учествује укупно 8 екипа, а право учешћа клуб може стећи по једном од три основа:
- Као учесник Јадранске лиге 2015/16. (4 екипе)
  - По овом основу пласман су обезбедили Црвена звезда Телеком, Партизан НИС, Металац Фармаком и Мега Лекс.
- Као освајач Купа КСС (1 екипа)
  - По овом основу пласман је обезбедио ФМП.
- Као једна од три најбоље пласиране екипе на половини првог дела такмичења у Кошаркашкој лиги Србије 2015/16. (3 екипе)
  - По овом основу пласман су обезбедили ФМП, Константин и Борац Чачак. Међутим, пошто се ФМП већ квалификовао као освајач Купа КСС, прилику да се такмичи на завршном турниру добила је и четвртопласирана екипа - Смедерево 1953.

## Дворана
| Ниш                  | НишКуп Радивоја Кораћа 2016. на карти Србије |
| Спортски центар Чаир | НишКуп Радивоја Кораћа 2016. на карти Србије |
| Капацитет: 4.800     | НишКуп Радивоја Кораћа 2016. на карти Србије |
|                      | НишКуп Радивоја Кораћа 2016. на карти Србије |

## Четвртфинале
Жреб парова четвртине финала Купа Радивоја Кораћа 2016. обављен је 2. фебруара 2016. у просторијама хотела „Crowne Plaza“, у Београду.
| 18. 2. 2016. 17:00 | Извештај | Мега Лекс                                                                 | 78 : 61 | Константин                    | Спортски центар Чаир, Ниш Гледаоци: 1.800 Судије: Драган Нешковић, Владимир Весковић, Марко Пецељ |  |
| 18. 2. 2016. 17:00 | Извештај | Четвртине: 13-17, 22-15, 24-20, 19-9                                      |         |                               | Спортски центар Чаир, Ниш Гледаоци: 1.800 Судије: Драган Нешковић, Владимир Весковић, Марко Пецељ |  |
| 18. 2. 2016. 17:00 | Извештај | Поени: Загорац, Симеуновић 15 Скокови: Загорац 13 Асистенције: Ивановић 7 |         | Тасић 23 Гуџић 8 Величковић 6 | Спортски центар Чаир, Ниш Гледаоци: 1.800 Судије: Драган Нешковић, Владимир Весковић, Марко Пецељ |  |

| 18. 2. 2016. 21:00 | Извештај | Партизан НИС                                                        | 85 : 83 | ФМП                      | Спортски центар Чаир, Ниш Гледаоци: 3.300 Судије: Алексансар Глишић, Јасмина Јурас, Бранислав Мрдак |  |
| 18. 2. 2016. 21:00 | Извештај | Четвртине: 24-21, 25-19, 18-17, 18-26                               |         |                          | Спортски центар Чаир, Ниш Гледаоци: 3.300 Судије: Алексансар Глишић, Јасмина Јурас, Бранислав Мрдак |  |
| 18. 2. 2016. 21:00 | Извештај | Поени: Џонс 21 Скокови: Вилијамс 9 Асистенције: Вилсон, Цветковић 4 |         | Добрић 23 Апић 9 Човић 3 | Спортски центар Чаир, Ниш Гледаоци: 3.300 Судије: Алексансар Глишић, Јасмина Јурас, Бранислав Мрдак |  |

| 19. 2. 2016. 18:00 | Извештај | Металац Фармаком                                                   | 96 : 86 | Борац Чачак                                     | Спортски центар Чаир, Ниш Гледаоци: 1.500 Судије: Милан Мажић, Часлав Чукаловић, Синиша Прпа |  |
| 19. 2. 2016. 18:00 | Извештај | Четвртине: 19-26, 21-14, 22-28, 22-16, 12-2                        |         |                                                 | Спортски центар Чаир, Ниш Гледаоци: 1.500 Судије: Милан Мажић, Часлав Чукаловић, Синиша Прпа |  |
| 19. 2. 2016. 18:00 | Извештај | Поени: Јевтовић 27 Скокови: Ракићевић 11 Асистенције: Ракићевић 10 |         | Стевановић 25 Мићовић, Станојевић 8 Аврамовић 9 | Спортски центар Чаир, Ниш Гледаоци: 1.500 Судије: Милан Мажић, Часлав Чукаловић, Синиша Прпа |  |

| 19. 2. 2016. 21:00 | Извештај | Црвена звезда Телеком                                            | 89 : 44 | Смедерево 1953                 | Спортски центар Чаир, Ниш Гледаоци: 3.300 Судије: Владимир Јевтовић, Немања Нинковић, Предраг Миловановић |  |
| 19. 2. 2016. 21:00 | Извештај | Четвртине: 30-12, 17-12, 14-11, 28-9                             |         |                                | Спортски центар Чаир, Ниш Гледаоци: 3.300 Судије: Владимир Јевтовић, Немања Нинковић, Предраг Миловановић |  |
| 19. 2. 2016. 21:00 | Извештај | Поени: Ребић 15 Скокови: Штимац 10 Асистенције: Гудурић, Ребић 4 |         | Ђорђевић 13 Василић 14 Антић 3 | Спортски центар Чаир, Ниш Гледаоци: 3.300 Судије: Владимир Јевтовић, Немања Нинковић, Предраг Миловановић |  |

## Полуфинале
| 20. 2. 2016. 18:00 | Извештај | Мега Лекс                                                      | 97 : 86 | Металац Фармаком                                  | Спортски центар Чаир, Ниш Гледаоци: 3.000 Судије: Марко Јурас, Саша Маричић, Урош Обркнежевић |  |
| 20. 2. 2016. 18:00 | Извештај | Четвртине: 22-20, 25-16, 34-24, 16-26                          |         |                                                   | Спортски центар Чаир, Ниш Гледаоци: 3.000 Судије: Марко Јурас, Саша Маричић, Урош Обркнежевић |  |
| 20. 2. 2016. 18:00 | Извештај | Поени: Николић 24 Скокови: Јанковић 8 Асистенције: Ивановић 10 |         | Ракићевић 18 Мајсторовић, Ракићевић 7 Ракићевић 6 | Спортски центар Чаир, Ниш Гледаоци: 3.000 Судије: Марко Јурас, Саша Маричић, Урош Обркнежевић |  |

| 20. 2. 2016. 21:00 | Извештај | Партизан НИС                                            | 68 : 60 | Црвена звезда Телеком      | Спортски центар Чаир, Ниш Гледаоци: 4.000 Судије: Илија Белошевић, Миливоје Јовчић, Милија Војиновић |  |
| 20. 2. 2016. 21:00 | Извештај | Четвртине: 17-13, 16-12, 19-14, 16-21                   |         |                            | Спортски центар Чаир, Ниш Гледаоци: 4.000 Судије: Илија Белошевић, Миливоје Јовчић, Милија Војиновић |  |
| 20. 2. 2016. 21:00 | Извештај | Поени: Џонс 19 Скокови: Џонс 8 Асистенције: Цветковић 3 |         | Кинси 22 Цирбес 12 Мицић 5 | Спортски центар Чаир, Ниш Гледаоци: 4.000 Судије: Илија Белошевић, Миливоје Јовчић, Милија Војиновић |  |

## Финале
| 21. 2. 2016 21:00 | Извештај | Мега Лекс                                                              | 85 : 80 | Партизан НИС                   | Спортски центар Чаир, Ниш Гледаоци: 4.000 Судије: Илија Белошевић, Миливоје Јовчић, Урош Обркнежевић |  |
| 21. 2. 2016 21:00 | Извештај | Четвртине: 24-23, 22-25, 20-16, 19-16                                  |         |                                | Спортски центар Чаир, Ниш Гледаоци: 4.000 Судије: Илија Белошевић, Миливоје Јовчић, Урош Обркнежевић |  |
| 21. 2. 2016 21:00 | Извештај | Поени: Ивановић 24 Скокови: Јанковић 7 Асистенције: Ивановић, Ливави 5 |         | Вилсон 17 Вилијамс 12 Вилсон 5 | Спортски центар Чаир, Ниш Гледаоци: 4.000 Судије: Илија Белошевић, Миливоје Јовчић, Урош Обркнежевић |  |

| Освајач Купа Радивоја Кораћа 2016. |
| ---------------------------------- |
| КК Мега Лекс 1. титула             |